# Copa Italia 1979-80
La Copa Italia 1979-80 fue la trigésima segunda edición del torneo. El equipo AS Roma se coronó campeón al vencer al Torino por 3 a 2 en definición por penales, tras empatar en el tiempo reglamentario 0 a 0.

## Primera fase

### Grupo 1
| Squadra      | Pt |
| ------------ | -- |
| 1. Roma      | 7  |
| 2. Ascoli    | 6  |
| 3. Perugia   | 4  |
| 4. Sampdoria | 2  |
| 5. Bari      | 1  |

| 1o jornada |     |           |
| Bari       | 0-0 | Perugia   |
| Sampdoria  | 0-1 | Ascoli    |
| 2o jornada |     |           |
| Ascoli     | 5-0 | Bari      |
| Perugia    | 0-1 | Roma      |
| 3o jornada |     |           |
| Roma       | 2-2 | Ascoli    |
| Sampdoria  | 3-1 | Bari      |
| 4 jornada  |     |           |
| Ascoli     | 0-0 | Perugia   |
| Roma       | 2-1 | Sampdoria |
| 5 jornada  |     |           |
| Bari       | 0-1 | Roma      |
| Perugia    | 1-0 | Sampdoria |

### Grupo 2
| Squadra      | Pt |
| ------------ | -- |
| 1. Torino    | 8  |
| 2. Catanzaro | 5  |
| 3. Palermo   | 4  |
| 4. Parma     | 2  |
| 5. Lecce     | 1  |

| 1o jornada |     |           |
| Catanzaro  | 2-1 | Lecce     |
| Palermo    | 0-1 | Torino    |
| 2o jornada |     |           |
| Lecce      | 2-3 | Torino    |
| Parma      | 0-1 | Catanzaro |
| 3o jornada |     |           |
| Catanzaro  | 1-1 | Palermo   |
| Lecce      | 1-1 | Parma     |
| 4o jornada |     |           |
| Parma      | 0-0 | Palermo   |
| Torino     | 1-0 | Catanzaro |
| 5o jornada |     |           |
| Palermo    | 3-0 | Lecce     |
| Torino     | 2-0 | Parma     |

### Grupo 3
| Squadra          | Pt |
| ---------------- | -- |
| 1. Ternana(*)    | 5  |
| 2. Fiorentina    | 5  |
| 3. Avellino      | 4  |
| 4. Como          | 4  |
| 5. Hellas Verona | 2  |

(*)Clasificó al tener mejor diferencia de gol.
| 1o jornada |     |            |
| Como       | 2-2 | Ternana    |
| Verona     | 0-0 | Avellino   |
| 2o jornada |     |            |
| Avellino   | 0-0 | Ternana    |
| Fiorentina | 1-0 | Verona     |
| 3o jornada |     |            |
| Como       | 1-0 | Avellino   |
| Ternana    | 0-0 | Fiorentina |
| 4o jornada |     |            |
| Avellino   | 3-1 | Fiorentina |
| Verona     | 0-0 | Como       |
| 5o jornada |     |            |
| Fiorentina | 1-0 | Como       |
| Ternana    | 3-2 | Verona     |

### Grupo 4
| Squadra           | Pt |
| ----------------- | -- |
| 1. Inter          | 8  |
| 2. SPAL           | 5  |
| 3. Bologna        | 4  |
| 4. Atalanta       | 2  |
| 5. Sambenedettese | 1  |

| 1o jornada     |     |                |
| Atalanta       | 1-1 | Spal           |
| Sambenedettese | 0-2 | Bologna        |
| 2o jornada     |     |                |
| Bologna        | 1-3 | Inter          |
| Spal           | 1-0 | Sambenedettese |
| 3o jornada     |     |                |
| Inter          | 3-0 | Spal           |
| Sambenedettese | 0-0 | Atalanta       |
| 4o jornada     |     |                |
| Bologna        | 2-0 | Atalanta       |
| Inter          | 3-1 | Sambenedettese |
| 5o jornada     |     |                |
| Atalanta       | 0-2 | Inter          |
| Spal           | 1-0 | Bologna        |

### Grupo 5
| Squadra      | Pt |
| ------------ | -- |
| 1. Lazio(*)  | 7  |
| 2. Udinese   | 7  |
| 3. Brescia   | 3  |
| 4. Pistoiese | 2  |
| 5. Matera    | 1  |

(*)Clasificó al tener mejor diferencia de gol.
| 1o jornada |     |           |
| Lazio      | 5-0 | Matera    |
| Udinese    | 2-0 | Pistoiese |
| 2o jornada |     |           |
| Brescia    | 0-2 | Lazio     |
| Matera     | 0-2 | Udinese   |
| 3o jornada |     |           |
| Matera     | 0-0 | Brescia   |
| Pistoiese  | 1-2 | Lazio     |
| 4o jornada |     |           |
| Pistoiese  | 2-0 | Matera    |
| Udinese    | 1-0 | Brescia   |
| 5o jornada |     |           |
| Lazio      | 0-0 | Udinese   |
| Brescia    | 1-0 | Pistoiese |

### Grupo 6
| Squadra    | Pt |
| ---------- | -- |
| 1. Milan   | 7  |
| 2. Genoa   | 5  |
| 3. Monza   | 4  |
| 4. Pescara | 4  |
| 5. Pisa    | 0  |

| 1o jornada |     |         |
| Milan      | 2-0 | Monza   |
| Pescara    | 3-2 | Pisa    |
| 2o jornada |     |         |
| Genoa      | 2-0 | Pescara |
| Pisa       | 1-2 | Milan   |
| 3o jornada |     |         |
| Monza      | 1-1 | Pescara |
| Pisa       | 0-2 | Genoa   |
| 4o jornada |     |         |
| Genoa      | 1-1 | Monza   |
| Pescara    | 1-1 | Milan   |
| 5o jornada |     |         |
| Monza      | 3-0 | Pisa    |
| Milan      | 2-1 | Genoa   |

### Grupo 7
| Squadra              | Pt |
| -------------------- | -- |
| 1. Napoli            | 6  |
| 2. Cagliari          | 5  |
| 3. Cesena            | 4  |
| 4. Taranto           | 4  |
| 5. Lanerossi Vicenza | 1  |

| 1o jornada        |     |                   |
| Cesena            | 1-3 | Napoli            |
| Lanerossi Vicenza | 0-1 | Taranto           |
| 2o jornada        |     |                   |
| Cagliari          | 2-1 | Lanerossi Vicenza |
| Taranto           | 1-0 | Cesena            |
| 3o jornada        |     |                   |
| Cagliari          | 1-2 | Cesena            |
| Napoli            | 2-0 | Taranto           |
| 4o jornada        |     |                   |
| Lanerossi Vicenza | 1-1 | Napoli            |
| Taranto           | 1-2 | Cagliari          |
| 5o jornada        |     |                   |
| Cesena            | 3-2 | Lanerossi Vicenza |
| Napoli            | 2-2 | Cagliari          |

## Cuartos de final
|        | Ida   |          |
| ------ | ----- | -------- |
| Milan  | 0 - 4 | Roma     |
| Napoli | 2 - 1 | Ternana  |
| Torino | 0 - 0 | Lazio    |
| Inter  | 1 - 2 | Juventus |

|          | Vuelta              |        |
| -------- | ------------------- | ------ |
| Roma     | 2 - 2               | Milan  |
| Ternana  | 1 - 0               | Napoli |
| Lazio    | 0 - 0 (3-4 penales) | Torino |
| Juventus | 0 - 0               | Inter  |

## Semifinales
|          | Ida   |        |
| -------- | ----- | ------ |
| Ternana  | 1 - 1 | Roma   |
| Juventus | 0 - 0 | Torino |

|        | Vuelta              |          |
| ------ | ------------------- | -------- |
| Roma   | 2 - 0               | Ternana  |
| Torino | 0 - 0 (4-2 penales) | Juventus |

## Final
|      | Roma, 17.05.1980    |        |
| ---- | ------------------- | ------ |
| Roma | 0 - 0 (3-2 penales) | Torino |

### Formaciones
Roma: Tancredi, Maggiora, De Nadai, Benetti (91' Di Bartolomei), Turone, Santarini, Conti, Giovannelli, Pruzzo, Ancelotti, Amenta (75' Scarnecchia).
Torino: Terraneo, Volpati, Vullo (62' Mandorlini), Sala, Danova, Masi, Greco, Pecci, Graziani, Zaccarelli, Pulici (96' Mariani).